# 西衣山站
西衣山站（日语：／ Nishi-Kinuyama eki */?）是位於日本愛媛縣松山市的鐵路車站及路面電車站，隸屬於伊予鐵道（伊予鐵），車站編號為IY06。本站是當實行定點時間表時的其中一個列車匯合站，也是名義上高濱線內唯一全日沒有職員駐守的車站，不過每天上午時段仍然有職員會駐守車站外的小型值更室，但只會負責收取車票，而不會處理其他票務、辦理延遲證明書或儲值咭等事宜。然而本站每日的乘客量，比起同線的有人站梅津寺站還要多超過一倍。
由於本站與JR四國的予讚線路軌平行，兩者直線距離大約50米，加上該區的人口有增加的趨勢，以及通學需要，曾經有建議提出在此興建一個兩線交換的車站，愛媛縣政府經考慮後，以JR線道與急彎區域過份接近為理由，暫不考慮有關建議。
另外由本站至衣山站一段路軌為少有全地面區間但沒有平交道設置的路段，雖然介乎衣山站及行車天橋之間有一處行人用平交道，亦設有橫杆，但其中一邊因沒有道路連接，同時亦已變為住宅的外牆，平交道形同虛切，欄杆亦不會運作。

## 車站結構
採用簡易車站模式，並沒有設置站舍，也不像衣山站般，設有附設於月台上的站務室，只是在向松山市站方向的月台前端外設置了一座小型當值亭，以及一座有蓋的開放式站亭以放置自動售票機，外圍則設置了自動售賣機。
設有側式月台2個，有效長度為3輛，月台上只提供列車前行方向的指示牌而沒有月台編號。出入口均設於末端向衣山站方向，只設有階級。月台上的設備較為簡單，只有在靠近出入口位置設有IC卡感應器、約1輛車廂長度的月台上蓋及候車座椅，其他設施如顯示班次的顯示器及月車到達提示看板得均一概欠奉。

### 月台配置
| 月台 | 路線    | 方向 | 目的地                            |
| ---- | ------- | ---- | --------------------------------- |
| 1    | ■高濱線 | 下行 | 松山市、直通■横河原線往横河原方向 |
| 2    | ■高濱線 | 上行 | 高濱方向                          |

## 歷史
- 1968年6月10日：開業。
- 2025年3月18日：伊予鐵內所有郊外鐵道線均可使用ICOCA及全國交通系IC卡[5][6][7]。

## 相鄰車站
伊予鐵道
■ 高濱線
山西（IY05）－西衣山（IY06）－衣山（IY07）

## 外部連結
- 伊予鐵道西衣山站公式網頁。 （页面存档备份，存于）（日語）